# Lying Is the Most Fun a Girl Can Have Without Taking Her Clothes Off
Lying Is the Most Fun a Girl Can Have Without Taking Her Clothes Off è un singolo del gruppo rock statunitense Panic! at the Disco, pubblicato il 7 agosto 2006 come terzo estratto dall'album d'esordio A Fever You Can't Sweat Out.
Il titolo della canzone è tratto da una citazione del film Closer di Mike Nichols.

## Tracce
CD WMI e download digitale
1. Lying Is the Most Fun a Girl Can Have Without Taking Her Clothes Off (Radio edit) – 3:04
2. Lying Is the Most Fun a Girl Can Have Without Taking Her Clothes Off – 3:20
3. I Write Sins Not Tragedies (Live[6]) – 3:03
4. Build God, Then We'll Talk (Live[6]) – 3:54

CD e download digitale (Regno Unito)
1. Lying Is the Most Fun a Girl Can Have Without Taking Her Clothes Off – 3:20
2. I Write Sins Not Tragedies (Live[6]) – 3:03

CD singolo (Regno Unito)
1. Lying Is the Most Fun a Girl Can Have Without Taking Her Clothes Off – 3:04
2. Build God, Then We'll Talk (Live[6]) – 3:54

Vinile 7''
1. Lying Is the Most Fun a Girl Can Have Without Taking Her Clothes Off – 3:20
2. The Only Difference Between Martyrdom and Suicide Is Press Coverage (Live[6]) – 2:57

## Formazione
- Brendon Urie – voce
- Ryan Ross – chitarra
- Brent Wilson – basso
- Spencer Smith – batteria, percussioni

## Classifiche
| Classifica (2006)         | Posizione massima |
| ------------------------- | ----------------- |
| Australia                 | 26                |
| Nuova Zelanda             | 33                |
| Regno Unito               | 39                |
| Stati Uniti (alternative) | 28                |